# November Rain
November Rain — песня американской хард-рок-группы Guns N' Roses. Написанная ведущим вокалистом группы Экслом Роузом, эта рок-баллада была выпущена в феврале 1992 года в качестве третьего сингла с третьего студийного альбома группы Use Your Illusion I (1991). Песня достигла третьего места в американском чарте Billboard Hot 100 и была самой длинной песней, вошедшей в первую десятку чарта на момент её выпуска. На момент 2019 года это была четвёртая по длине песня, вошедшая в чарт Hot 100. Кроме того, «November Rain» достигла второго места в португальском чарте синглов, четвёртого места в британском чарте синглов и первой десятки в нескольких других музыкальных чартах по всему миру.

## Предыстория
Слэш утверждает в своей автобиографии, что группа записала в 1986 году 18-минутную версию «November Rain» на сессии с гитаристом рок-группы NazarethМэнни Чарлтоном за год до начала сессий для Appetite for Destruction.
Согласно истории, которую Эксл Роуз рассказал во время тура Chinese Democracy Tour в 2006 году, никто из других участников группы не хотел участвовать в создании этой песни (или другой известной баллады «Estranged»). Слэш и Дафф Маккаган были против перехода группы к симфоническим балладам, чувствуя, что их выбор более прямых рок-песен игнорируется Роузом. В конце концов, Роуз убедил остальных во время работы в студии Can-Am (где была записана и сведена часть альбома). Слэш оспорил заявления Эксла о резких музыкальных различиях в своей автобиографии, выпущенной в следующем году.
Слэш сообщил, что его гитарное соло в альбомной версии песни развилось непосредственно из импровизации.

## Авторство и композиция
«November Rain» — третья по длине песня Guns N' Roses после «Coma» (10:14) с того же альбома и «Estranged» (9:24) с Use Your Illusion II. По словам Слэша, Эксл написал песню «примерно в то время, когда кто-то согнул пальцы, словно он был маленьким ребёнком». Это была самая длинная песня, когда-либо попавшая в топ-10 Billboard Hot 100 до ноября 2021 года, когда её превзошла расширенная перезапись «All Too Well» Тейлор Свифт. На композицию песни повлиял опус Элтона Джона 1973 года «Funeral for a Friend/Love Lies Bleeding».
Её отчётливый симфонический обертон обязан размашистой струнной аранжировке, оркестрованной Роузом:318. «Мы называем это „песней Layla“», — пошутил Слэш, ссылаясь на схоже построенную рок-песню с длинной инструментальной второй частью. Позже ей предшествовала кода из «Layla» в туре Not in This Lifetime… Tour.
4 ноября 2022 года оригинальный трек был переиздан на переиздании Use Your Illusion, но с новой записанной оркестровкой, заменяющей сэмплированные звуки, использованные в оригинальном миксе. Оркестровка состоит из настоящего оркестра из 50 человек, которым дирижировал и аранжировал Кристофер Леннерц. Трек был сведен Стивеном Уилсоном.

## Видео
Сопутствующий музыкальный видеоклип для «November Rain», режиссёром которого стал Энди Морахан, был вдохновлён коротким рассказом Дела Джеймса «Without You», за который он указан в титрах длинной версии видео. Короткий рассказ изображает рок-звезду, пытающегося смириться с потерей своей девушки, которая покончила с собой (застрелилась) после того, как он неоднократно отдалялся от их отношений. «November Rain» — один из самых дорогих музыкальных клипов в истории.
Видео рассказывает историю, напоминающую «Without You», и включает в себя кадры живого выступления из театра Орфей в Лос-Анджелесе. Сначала, в силуэте, персонаж Роуза ложится спать и принимает таблетки; рядом с ним также видна бутылка виски. Сцена, теперь в цвете, меняется на свадьбу главных героев, которых играют Роуз и его тогдашняя девушка Стефани Сеймур. Среди многочисленных гостей находятся и другие участники группы.
Персонаж Слэша понимает, что забыл обручальные кольца, когда персонаж Маккагана предлагает свои кольца в качестве замены. После того, как молодожёны покидают церковь, мы видим свадебный приём, который позже прерывается внезапным сильным дождём, заставляющим всех бежать в укрытие.
Следующая сцена показывает похороны в той же церкви. Персонаж Роуза скорбит о смерти своей жены, теперь в гробу с зеркальным объектом, скрывающим половину её лица. Сильный дождь обрушивается на кладбище, когда гроб хоронят.
Финальная сцена показывает героиню Сеймур на свадьбе, бросающую свой белый букет, который становится красным в воздухе и приземляется на её гроб. Чёрно-белые сцены кошмары персонажа Роуза показывают смесь свадебных и похоронных сцен. Музыкальное видео заканчивается тем, что персонаж Роуза становится на колени у своей могилы, и букет снова становится белым, поскольку дождь смывает красный цвет.
Для наружных кадров первого гитарного соло Слэша Роуз изначально представлял, что это будет происходить в «прохладном поле». Однако, поскольку видео снималось зимой, вокруг не было красивых полей, и группа решила снимать в Нью-Мексико, куда они специально перевезли здание церкви для съёмок. Большая церковь, для свадебных сцен, — это католическая церковь Св. Бренданав Лос-Анджелесе.
Музыкальные видеоклипы на «November Rain», «Don't Cry» и «Estranged» образуют своего рода неофициальную трилогию. Хотя группа никогда конкретно не подтверждала это, короткий рассказ Дела Джеймса «Without You» послужил вдохновением для видео и получил признание в финальных титрах видео.
Баллада «November Rain» стала наиболее востребованным видео на MTV и получила в 1992 году награду MTV Video Music Award за лучшую кинематографию. В июле 2018 года музыкальное видео стало первым видео, созданным до YouTube, которое превысило один миллиард просмотров. В феврале 2023 года музыкальное видео достигло еще одной отметки, преодолев отметку в два миллиарда просмотров и оставшись старейшей песней (из начала 1990-х годов), которая достигла этого результата.
Видео было переиздано в ноябре 2022 года с новой синхронизированной оркестровкой для продвижения бокс-сета Use Your Illusion (Super Deluxe Edition).

## Текст
Начало:
When I look into your eyes 

I can see a love restrained

But darlin’ when i hold you

Don’t you know i feel the same

But nothin’ lasts forever

And we both know hearts can change

And it’s hard to hold a candle

In the cold November rain

We’ve been through this such a long-long time

Just trying to kill the pain

But love is always coming, and love is always going

And no one’s really sure who’s letting go today

Walking away

If we could take the time to lay it on the line

I could rest my head just knowing that you were mine

All mine

So if you want to love me

Then darlin' don’t refrain

Or I’ll just end up walking

In the cold November rain

Do you need some time on your own?

Do you need some time all alone?

Everybody needs some time on their own

Don’t you know you need some time all alone?

I know it’s hard to keep an open heart

When even friends seem out to harm you

But if you could heal a broken heart

Wouldn’t time be out to charm you?

Sometimes I need some time on my own

Sometimes I need some time all alone

Everybody needs some time on their own

Don’t you know you need some time all alone?

And when your fears subside

And shadows still remain

I know that you can love me

When there’s no one left to blame

So never mind the darkness

We still can find the way

Cause nothin' lasts forever

Even cold November rain

## Состав исполнителей
Guns N' Roses
- Эксл Роуз — вокал, фортепиано, синтезатор, музыкальное программирование, хор, музыкальный продюсер
- Слэш — соло-гитара, продюсер
- Иззи Стрэдлин — ритм-гитара, бэк-вокал, продюсер
- Дафф Маккаган — бас, бэк-вокал, продюсер
- Мэтт Сорум — ударные, бэк-вокал, хор, продюсер
- Диззи Рид — бэк-вокал, продюсер

дополнительный музыканты
- Shannon Hoon — бэк-вокал, хор
- Johann Langlie — синтезатор, музыкальное программирование
- Reba Shaw — бэк-вокал, хор
- Stuart Bailey — бэк-вокал, хор

## Чарты и продажи
| Чарт (1992)                               | Наивысшая позиция |
| ----------------------------------------- | ----------------- |
| Australian ARIA Singles Chart             | 5                 |
| Austrian Singles Chart                    | 2                 |
| Dutch Singles Chart                       | 4                 |
| French SNEP Singles Chart                 | 18                |
| German Singles Chart                      | 9                 |
| Irish Singles Chart                       | 3                 |
| New Zealand Singles Chart                 | 7                 |
| Norwegian Singles Chart                   | 7                 |
| Swedish Singles Chart                     | 10                |
| Swiss Singles Chart                       | 8                 |
| UK Singles Chart                          | 4                 |
| U.S. Billboard Hot 100                    | 3                 |
| U.S. Billboard Hot Mainstream Rock Tracks | 15                |
| U.S. Billboard Top 40 Mainstream          | 19                |

| Чарт (1992)              | Позиция |
| ------------------------ | ------- |
| Australian Singles Chart | 2       |
| Dutch Top 40             | 13      |
| U.S. Billboard Hot 100   | 17      |

| Страна     | Сертификация | Дата           | Продажи |
| ---------- | ------------ | -------------- | ------- |
| Германия   | Золото       | 1992           | 150 000 |
| Нидерланды | Золото       | 1992           | 40 000  |
| США        | Золото       | 5 августа 1992 | 500 000 |